# Gray (Louisiana)
Gray és una població dels Estats Units a l'estat de Louisiana. Segons el cens del 2000 tenia 4.958 habitants.

## Demografia
Segons el cens del 2000, Gray tenia 4.958 habitants, 1.681 habitatges, i 1.267 famílies. La densitat de població era de 164,5 habitants/km².
Dels 1.681 habitatges en un 44,8% hi vivien nens de menys de 18 anys, en un 51,2% hi vivien parelles casades, en un 18,7% dones solteres, i en un 24,6% no eren unitats familiars. En el 19,4% dels habitatges hi vivien persones soles el 4,7% de les quals corresponia a persones de 65 anys o més que vivien soles. El nombre mitjà de persones vivint en cada habitatge era de 2,95 i el nombre mitjà de persones que vivien en cada família era de 3,39.
Per edats la població es repartia de la següent manera: un 32,7% tenia menys de 18 anys, un 12,1% entre 18 i 24, un 30,3% entre 25 i 44, un 19,4% de 45 a 60 i un 5,6% 65 anys o més.
L'edat mediana era de 29 anys. Per cada 100 dones de 18 o més anys hi havia 91,3 homes.
La renda mediana per habitatge era de 28.517 $ i la renda mediana per família de 35.727 $. Els homes tenien una renda mediana de 31.827 $ mentre que les dones 19.792 $. La renda per capita de la població era de 12.676 $. Entorn del 21,4% de les famílies i el 23,7% de la població estaven per davall del llindar de pobresa.

## Poblacions més properes
El següent diagrama mostra les poblacions més properes.